# Frémeaux & Associés
Frémeaux & Associés is een onafhankelijk Frans platenlabel, dat onder meer klassieke muziek, jazz, blues, gospel, rhythm-and-blues, country, chansons, rockmuziek, wereldmuziek en gesproken woord (van speeches tot en met literatuur en filosofie) uitgeeft. Het werd in 1992 opgericht door Claude Colombini en haar echtgenoot Patrick Frémeaux. 
De doelstellingen van de onderneming zijn het culturele erfgoed te bewaren en 'het collectieve geheugen' beschikbaar te stellen. Ze brengt op muziekgebied onder meer compilatie-albums uit en van sommige musici en zangers wil het de complete werken uitgeven, zoals van Django Reinhardt, Louis Armstrong, Charlie Parker, Mahalia Jackson, Henri Salvador, Yves Montand, Charles Trenet en Serge Gainsbourg. Het label brengt niet alleen oude opnames opnieuw uit, maar komt ook met nieuwe albums op de markt, zoals van Sapho en Pink Turtle. In 2010 had het label meer dan 1200 platen uitgebracht. De onderneming houdt zich ook bezig met beeldende kunst.